# 8 (Subsonica)
8 è l'ottavo album in studio del gruppo musicale italiano Subsonica, pubblicato il 12 ottobre 2018 dalla Sony Music.

## Tracce
1. Jolly Roger – 4:50 (testo: Max Casacci, Samuel Romano – musica: Davide Dileo, Enrico Matta)
2. L'incubo (feat. Willie Peyote) – 3:34 (testo: Samuel Romano – musica: Samuel Romano, Max Casacci)
3. Punto critico – 4:03 (testo: Max Casacci – musica: Max Casacci, Enrico Matta)
4. Fenice – 3:46 (testo: Max Casacci, Samuel Romano – musica: Max Casacci)
5. Respirare – 3:47 (testo: Samuel Romano, Max Casacci – musica: Davide Dileo, Samuel Romano)
6. Bottiglie rotte – 3:37 (testo: Max Casacci – musica: Max Casacci, Davide Dileo)
7. Le onde – 3:57 (testo: Max Casacci, Samuel Romano, Davide Dileo, Enrico Matta, Luca Vicini – musica: Davide Dileo, Max Casacci)
8. L'incredibile performance di un uomo morto – 4:43 (Davide Dileo, Max Casacci, Samuel Romano)
9. Nuove radici – 4:26 (Max Casacci)
10. Cieli in fiamme – 3:34 (testo: Samuel Romano – musica: Max Casacci, Samuel Romano, Enrico Matta)
11. La bontà – 4:07 (Samuel Romano)

## Formazione
- Samuel Umberto Romano – voce, cori
- Massimiliano Casacci – chitarra elettrica, chitarra acustica, programmazione, voce, produzione, sintetizzatore (traccia 7)
- Davide Dileo – tastiera, sintetizzatore, pianoforte, programmazione, voce
- Luca Vicini – basso, basso synth
- Enrico Matta – batteria, percussioni, programmazione

## Classifiche

### Classifiche settimanali
| Classifica (2018) | Posizione massima |
| ----------------- | ----------------- |
| Italia            | 3                 |

### Classifiche di fine anno
| Classifica (2018) | Posizione |
| ----------------- | --------- |
| Italia            | 89        |